# Aesch (Bâle-Campagne)
Pour les articles homonymes, voir Aesch.
Aesch est une commune suisse du canton de Bâle-Campagne, située dans le district d'Arlesheim.

## Géographie

Vue aérienne de 500 m par Walter Mittelholzer (1922).

Aesch mesure 7,39 km2.
Aesch est situé à 10 km à vol d’oiseau au sud de Bâle, à une altitude de 315 mètres, le long du cours de la Birse. La commune d’Aesch couvre une superficie de 7,5 km2, dont 48 % de surfaces agricoles, 15 % de forêts, 36 % de surfaces bâties et 1 % de surfaces improductives.

## Population

### Démographie
Aesch compte 10 607 habitants au 31 décembre 2022. Sa densité de population atteint 1435 hab./km².

### Surnom
Les habitants de la commune sont surnommés d' Chruselbeeri (les groseilles en suisse allemand).

## Histoire
Les restes de 47 personnes ont été retrouvés dans un dolmen, attestant une présence humaine au Néolithique. Plus tard, trois châteaux médiévaux ont été construits, ils ont subi d’importants dégâts lors du tremblement de terre de Bâle de 1356.
De même que l'ensemble de la région, Aesch se convertit à la réforme protestante vers 1529, avant que le prince-évêque Jacques Christophe Blarer de Wartensee y impose la contre-réforme de 1582 à 1588. Pendant la guerre de Trente Ans, le village est à plusieurs reprises pillé. À cette époque, la viticulture jouait un grand rôle dans la commune.
Après avoir fait partie de la république rauracienne de 1792 Aesch est incluse dans la France, au sein du département du Mont-Terrible jusqu'en 1800, puis, jusqu'en 1815, du département du Haut-Rhin, auquel le département du Mont-Terrible fut rattaché. Le traité de Vienne attribue Aesch à Bâle. En 1833, lors de la séparation de Bâle en Bâle-Ville et Bâle-Campagne, Aesch fait partie de ce dernier.

## Économie
Kostüm Kaiser est la plus grande entreprise de location et de confection de costumes historiques de Suisse. La commune d’Aesch est le plus grand producteur de vin du demi-canton de Bâle-Campagne.

## Monuments et curiosités
- Le château d'Aesch, édifié entre 1604 et 1607 sur ordre de l'évêque de Bâle Jakob Christoph Blarer von Wartensee, est le domaine familial de la famille Blarer depuis 1607. Il subsiste d'importants éléments d'habitation, des parties du mur de la cour et des bâtiments utilitaires. La grange du château abrite aujourd'hui le musée régional (Heimatmuseum Aesch)[5].
- Un collège moderne se trouve également dans le village, construit en béton armé sans revêtement entre 1958 et 1962. Il est l'œuvre des architectes Walter Maria Förderer[6], Rolf Georg Otto [7] et Hans Zwimpfer[8].
- Une tombe-dolmen[4] du Néolithique se trouve à l'endroit le plus élevé du Gmeiniwald[9].

## Transports
La gare CFF de Aesch est située sur la ligne régionale Laufon-Bâle et a été aménagée en 1875 comme tronçon de la ligne Delémont-Bâle. En gare d'Aesch jusqu'en 1993, les convois du milieu pouvaient être sur le territoire de Bâle-Campagne, la locomotive dans le canton de Berne, et les derniers wagons dans le canton de Soleure. La ligne de tramway no 11 relie Aesch à la gare de Bâle CFF.

### Source
- « Aesch BL » dans le Dictionnaire historique de la Suisse en ligne, version du 11 février 2005.